# Salomone II d'Imerezia
Salomone II di Imerezia, in georgiano სოლომონ II? (Kutaisi, 1772 – Trebisonda, 7 febbraio 1815), è stato re d'Imerezia dal 1789 al 1790 e nuovamente dal 1791 al 1810. Fu l'ultimo regnante d'Imerezia e rimase in carica sino all'annessione dello stato da parte dell'Impero russo nel 1810.

## Biografia
Nato col nome di Davide, era figlio del Principe Archil d'Imerezia, fratello di re Salomone I d'Imerezia, e di sua moglie Elena, figlia di re Eraclio II di Georgia. Salomone I, che morì nel 1784 senza eredi maschi sopravvissutigli, nominò suo nipote Davide quale suo successore al trono. Ad ogni modo il cugino di Salomone, Davide II, lo prevenne ed occupò il trono, scatenando una guerra civile. Eraclio II, intervenuto in favore di suo nipote, inviò in loco un'armata sconfiggendo Davide II nel corso della battaglia di Matkhoji che si svolse l'11 giugno 1789. Davide, figlio di Archil, venne incoronato re d'Imerezia col nome di Salomone II, ma Davide II continuò a tramare per riprendersi il trono sino alla sua definitiva sconfitta nel 1792. Salomone II governò invece sotto la protezione di suo nonno materno Eraclio II e continuò sostanzialmente la politica di Salomone I volta a restringere i poteri dell'aristocrazia feudale locale. Nel 1795, con Eraclio II combatté nella Battaglia di Krtsanisi contro i persiani.
Dopo la morte di Eraclio nel 1798, e l'annessione del regno della Georgia orientale di Cartalia-Cachezia alla Russia nel 1800, la situazione dell'Imerezia divenne sempre più precaria. I principali vassalli dello Stato, i principi di Mingrelia e Guria, cercarono la protezione dei russi. Salomone cercò sostegno tra ottomani e persiani, ma il comandante russo in Georgia, il principe Pavel Tsitsianov, mosse d'anticipo le sue truppe in Imerezia e costrinse Salomone a soccombere al vassallaggio russo con la convenzione di Eleznauri firmata il 25 aprile 1804. Il 20 febbraio 1810, l'amministrazione russa rimosse Salomone dal trono ed inviò delle truppe a prendere il controllo del suo regno. Salomone rispose sollevando la popolazione contro i russi e contattando nel contempo Turchia, Persia e addirittura la Francia napoleonica perché si mobilitassero per la sua causa. Soverchiato e sconfitto, Salomone dovette esiliarsi nel possedimento ottomano di Trebisonda dove morì nel 1815, venendo sepolto nella locale Chiesa di San Gregorio di Nissa. Il corpo di Salomone II venne successivamente spostato da Trebisonda al suo attuale luogo di sepoltura, il Monastero di Gelati, in Georgia, nel 1990.
Salomone si sposò con Mariam (1783–1841), figlia di Katsia Dadiani, principe di Mingrelia, ma la coppia non ebbe eredi.